# ان‌جی‌سی ۳۰۷۷
ان‌جی‌سی ۳۰۷۷ یک کهکشان در صورت فلکی خرس بزرگ و از اعضای گروه مسیه ۸۱ است که در ۸ نوامبر، ۱۸۰۱ توسط ویلیام هرشل کشف شد.